# Wan Chun Cheng
Wan Chun Cheng, född den 24 juni 1908 i Jiangsu, död den 25 juli 1987 i Peking, var en av de mest framstående kinesiska botanikerna under 1900-talet.
Till att börja med en av de kinesiska växtsamlare som följde i kölvattnet efter européerna 1920. Därefter blev han en världsledande auktoritet i nakenfröiga växters taxonomi. 1944, då han arbetade vid Nanjings universitet, medverkade han vid identifieringen av kinesisk sekvoja, som tidigare troddes vara utdött. 
Auktorsnamnet W.C.Cheng kan användas för Wan Chun Cheng i samband med ett vetenskapligt namn inom botaniken; se Wikipediaartiklar som länkar till auktorsnamnet.